# Klášter Port-Royal
Port Royal byl původně ženský cisterciácký klášter ve francouzském Magny-les-Hameaux nedaleko Versailles.

## Historie
Klášter byl založen již v roce 1204, ale známý se stal až za abatyše Marie Angélique (1591–1661) z rodiny Arnauldů. Rodina Arnauldů byla s klášterem úzce spjata a chod kláštera byl řízen jejími členy. K těm nejvýznamnějším patřil Antoine Arnauld (1612–1694).
V 17. století se klášter stal centrem jansenismu, proti kterým výrazně bojoval arcibiskup de Champvallon. Mezi jinými zde působili Blaise Pascal a Nicole Pierre. Na rozkaz Ludvíka XIV., který v boji proti jansenistům podporoval jezuity, byl klášter roce 1710 vypálen.
Dnes je zde muzeum.